# Navalin
Navalin (en serbe cyrillique : Навалин) est un village de Serbie situé sur le territoire de la Ville de Leskovac, district de Jablanica. Au recensement de 2011, il comptait 831 habitants.

## Démographie
| 1948 | 1953 | 1961 | 1971 | 1981 | 1991 | 2002 | 2011 |
| ---- | ---- | ---- | ---- | ---- | ---- | ---- | ---- |
| 974  | 967  | 922  | 956  | 939  | 925  | 898  | 831  |

|  |